# Европейская федерация софтбола
Европейская федерация софтбола (англ. European Softball Federation — ЕSF, фр. Fédération européenne de softball) — управлявшая европейским софтболом структура, объединявшая 33 национальные федерации. Представляла Всемирную конфедерацию бейсбола и софтбола (WBSC) в европейских странах. 

## История
Европейская федерация софтбола основана в 1976 году на учредительном конгрессе в Риме национальными федерациями 6 стран — Бельгии, Италии, Испании, Нидерландов, Франции и ФРГ. В 1979 году ESF провела 1-й чемпионат Европы среди женских национальных сборных. В 1978 в календаре европейском софтбольном календаре появился первый турнир для женских клубных команд — Кубок Европы. В 1990 прошёл первый аналогичный клубный турнир и среди мужчин. С 1991 проходят женские чемпионаты Европы среди юниоров, с 1993 — мужские чемпионаты Европы, с 1998 — юниорские чемпионаты Европы среди мужчин.
14 февраля 2018 года на Конгрессе в Париже (Франция) провозглашено объединение Европейской конфедерации бейсбола и Европейской федерации софтбола в единую организацию — WBSC Европа.

### Президенты ESF
- 1977—1985 —  Бруно Бенек
- 1985—1991 —  Тео Флешхувер
- 1991—1993 —  Энрико Бертиротти (и.о.)
- 1993—1994 —  Анни Рейненберг-Хейссхен
- 1994—1995 —  Энрико Бертиротти (и.о.)
- 1995—2003 —  Йос Гискенс
- 2003—2009 —  Майкл Дженнингс
- 2009—2017 —  Андре ван Овербек
- 2017—2018 —  Габриэль Вааге

## Структура ESF
Высшим органом Европейской федерации софтбола был Генеральный Конгресс, проводившийся раз в год. В работе Конгресса приглашались принять участие все национальные федерации, входившие в ESF. С 2013 проводились совместные конгрессы с Европейской конфедерацией бейсбола.
Для решения задач, поставленных Конгрессом перед ESF, а также уставных требований, делегаты Конгресса избирали Исполнительный совет, который проводил в жизнь решения Конгресса, а также организовывал повседневную деятельность ESF. Руководил его работой Президент Европейской федерации софтбола, избираемый Конгрессом. Кроме президента в состав Совета также входили первый вице-президент, генеральный секретарь, казначей и 5 вице-президентов.

## Официальные соревнования
В рамках своей деятельности Европейская федерация софтбола отвечала за проведение следующих турниров:

### Турниры сборных
- Чемпионаты Европы среди женских национальных сборных команд — проводятся с 1979, с 1995 — раз в два года по нечётным годам;
- Чемпионаты Европы среди мужских национальных сборных команд — проводятся с 1993, с 2008 — раз в два года по чётным годам;
- Чемпионаты Европы среди женских молодёжных сборных команд — с 2008 раз в два года по чётным годам;
- Чемпионаты Европы среди женских юниорских сборных команд — проводятся с 1991, с 1994 — раз в два года по чётным годам;
- Чемпионаты Европы среди женских кадетских сборных команд — проводятся с 2002, с 2003 — раз в два года по нечётным годам;
- Чемпионаты Европы среди мужских юниорских сборных команд — проводятся с 1998, с 2009 — раз в два года по нечётным годам.

### Клубные турниры
Проводятся ежегодно
- Премьер-Кубок Европы среди женщин — с 1978 (до 2013 — Кубок Европы);
- Кубок Европы среди женщин — с 2014 (до 2013 — дивизион В Кубка Европы);
- Кубок обладателей кубков среди женщин — с 1992;
- Суперкубок Европы среди мужчин — с 1990 (до 2011 — Кубок Европы);
- Кубок Европы среди мужчин — с 2002 (до 2011 — Кубок обладателей кубков);
- Суперкубок Европы среди девушек — с 2015.

## Члены ЕCF
| - Австрия - Бельгия - Болгария - Великобритания - Венгрия - Германия - Гернси - Греция - Дания | - Джерси - Израиль - Ирландия - Испания - Италия - Литва - Мальта - Нидерланды | - Норвегия - Польша - Россия - Румыния - Сан-Марино - Сербия - Словакия - Словения | - Турция - Украина - Финляндия - Франция - Хорватия - Чехия - Швейцария - Швеция |

## Наблюдатели
- Азербайджан
- Белоруссия
- Кипр
- Эстония